# Eritrodermia
La eritrodermia (del griego antigo, piel roja) o síndrome del hombre rojo es una inflamación de la piel exfoliativa generalizada, que involucra el 90% o más de la piel del paciente. Suele ser la exacerbación de otra enfermedad de piel previa, como alguna dermatitis, linfoma o psoriasis, pero también puede ser inducida por medicamentos o de origen desconocida. que en casos graves puede acompañarse de deshidratación, trastornos hidroelectrolíticos, metabólicos y de la termorregulación.

## Causas
Estos cuadros pueden aparecer de forma idiopática (30%), como un estadio evolutivo de una enfermedad previa de la piel o en el contexto de un linfoma o leucemia o efecto adverso de un tratamiento farmacológico.
Puedes resumirse en:
- Idiopático - 30%
- Alergia a medicamentos - 28%
- Dermatitis seborreica - 2%
- Dermatitis de contacto - 3%
- Dermatitis atópica - 10%
- Linfoma y leucemia - 14%
- Psoriasis - 8%

## Tratamiento
La eritrodermia es potencialmente severa, incluso una amenaza para la vida, y la mayoría de los pacientes requieren hospitalización para controlar y restablecer el equilibrio de líquidos y electrolitos, el estado circulatorio y la temperatura corporal.
Las medidas generales incluyen:
- Descontinuar todos los medicamentos innecesarios
- Controlar el balance de líquidos y la temperatura corporal
- Mantener la humedad de la piel con apósitos húmedos, emolientes o esteroides tópicos suaves
- Administrar antibióticos para prevenir o tratar infección bacteriana
- Administrar antihistamínicos para reducir el picor severo y proporcionar leve sedación

Si la eritrodermia es el resultado de una diseminación generalizada de un trastorno primario de la piel como la psoriasis o la dermatitis, generalmente desaparece con un tratamiento adecuado de la enfermedad de la piel, pero puede reaparecer en cualquier momento.